# Chroogomphus
Genre
Chroogomphus est un genre de champignons basidiomycètes de la famille de Gomphidiaceae.

## Liste d'espèces
Selon Index Fungorum (1 avril 2020) :
- Chroogomphus albipes (Zeller) Y.C. Li & Zhu L. Yang 2009
- Chroogomphus asiaticus O.K. Mill. & Aime 2001
- Chroogomphus confusus Y.C. Li & Zhu L. Yang 2009
- Chroogomphus filiformis Y.C. Li & Zhu L. Yang 2009
- Chroogomphus fulmineus (R. Heim) Courtec. 1988
- Chroogomphus helveticus (Singer) M.M. Moser 1967
- Chroogomphus jamaicensis (Murrill) O.K. Mill. 1964
- Chroogomphus leptocystis (Singer) O.K. Mill. 1964
- Chroogomphus loculatus Trappe & O.K. Mill. 1970
- Chroogomphus mediterraneus (Finschow) Vila, Pérez-De-Greg. & G. Mir 2006
- Chroogomphus ochraceus (Kauffman) O.K. Mill. 1964
- Chroogomphus orientirutilus Y.C. Li & Zhu L. Yang 2009
- Chroogomphus papillatus (Raithelh.) Raithelh. 1983
- Chroogomphus pseudotomentosus O.K. Mill. & Aime 2001
- Chroogomphus pseudovinicolor O.K. Mill. 1967
- Chroogomphus purpurascens (Lj.N. Vassiljeva) M.M. Nazarova 1990
- Chroogomphus roseolus Y.C. Li & Zhu L. Yang 2009
- Chroogomphus rutilus (Schaeff.) O.K. Mill. 1964
- Chroogomphus sibiricus (Singer) O.K. Mill. 1964
- Chroogomphus subfulmineus Niskanen, Loizides, Scambler & Liimat. 2018
- Chroogomphus superiorensis (Kauffman & A.H. Sm.) Singer 1975
- Chroogomphus tomentosus (Murrill) O.K. Mill. 1964
- Chroogomphus vinicolor (Peck) O.K. Mill. 1964